# Quán cà phê

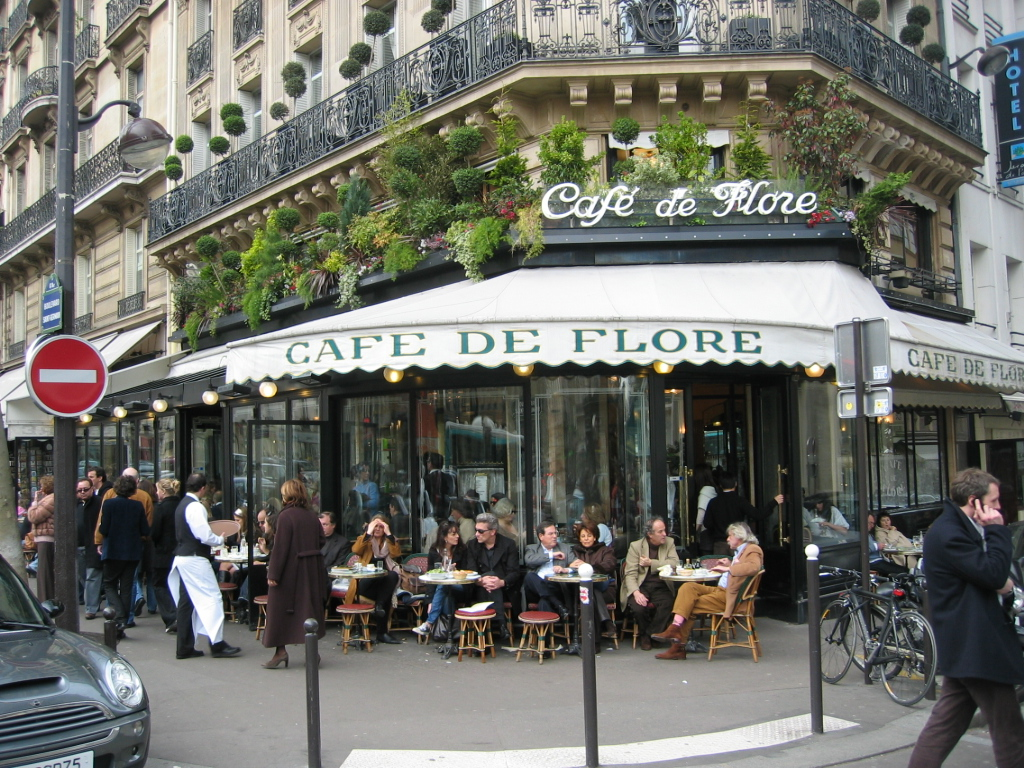
Café de Flore ở Paris là một trong những quán cà phê lâu đời nhất trong thành phố. Địa điểm này được tôn vinh vì tập khách hàng nổi tiếng, trong quá khứ bao gồm các nhà văn và triết gia nổi tiếng

Quán cà phê  hay Cafe, Café, Coffee là một địa điểm kinh doanh chủ yếu phục vụ cà phê (gồm nhiều loại khác nhau, như espresso, latte, cappuccino). Một số quán cà phê có thể phục vụ đồ uống lạnh như cà phê đá và trà đá, ở trung tâm châu Âu, các quán cà phê phục vụ đồ uống có cồn. Một quán cà phê cũng có thể phục vụ thức ăn như đồ ăn nhẹ, bánh sandwich, bánh nướng xốp hoặc bánh ngọt. Quán cà phê bao gồm từ các doanh nghiệp nhỏ do chủ sở hữu điều hành đến các tập đoàn đa quốc gia lớn. Một số chuỗi quán cà phê hoạt động theo mô hình nhượng quyền kinh doanh, với nhiều chi nhánh trên khắp các quốc gia khác nhau trên thế giới. Trong khi Café có thể đề cập đến một quán cà phê, thuật ngữ "Café" thường dùng để chỉ một quán ăn, quán cà phê Anh (tạm gọi là "caffein"), "muỗng béo ngậy" (một nhà hàng nhỏ giá rẻ), transport café (một nhà hàng giá rẻ cạnh một con đường chính, chủ yếu phục vụ cho các tài xế xe tải), quán trà hoặc phòng trà hoặc nơi ăn uống bình thường khác.

## Tổng quan
Một quán cà phê có thể mang nhiều điểm chung so với một quán bar hoặc nhà hàng nhưng bản chất khác với một quán cà phê. Nhiều quán cà phê ở Trung Đông và các quận nhập cư Tây Á ở thế giới phương Tây cung cấp shisha (thực sự được gọi là nargile trong tiếng Ả Rập Levant, tiếng Hy Lạp và tiếng Thổ Nhĩ Kỳ), thuốc lá có hương vị được hút qua một hookah. Một quán cà phê espresso là một loại quán cà phê chuyên phục vụ đồ uống espresso và dựa trên espresso. Từ quan điểm văn hóa, quán cà phê chủ yếu đóng vai trò là trung tâm tương tác xã hội cho ra văn hóa cà phê, quán cà phê cung cấp cho khách hàng quen một nơi để tụ tập, nói chuyện, đọc, viết, giải trí cho nhau hoặc dành thời gian, cho dù là cá nhân hay theo nhóm nhỏ.
Kể từ khi Wi-Fi trở nên phổ biến, các quán cà phê có được trang bị phương tiện này cũng trở thành nơi để khách hàng truy cập Internet trên máy tính xách tay và máy tính bảng của họ. Một quán cà phê có thể đóng vai trò như một câu lạc bộ không chính thức cho các khách hàng thường xuyên của mình. đó là mô hình cà phê Internet. Ngay từ thời kỳ Beatnik những năm 1950 và âm nhạc dân gian thập niên 1960, các quán cà phê đã tổ chức các buổi biểu diễn của các ca sĩ-nhạc sĩ, điển hình là vào buổi tối.

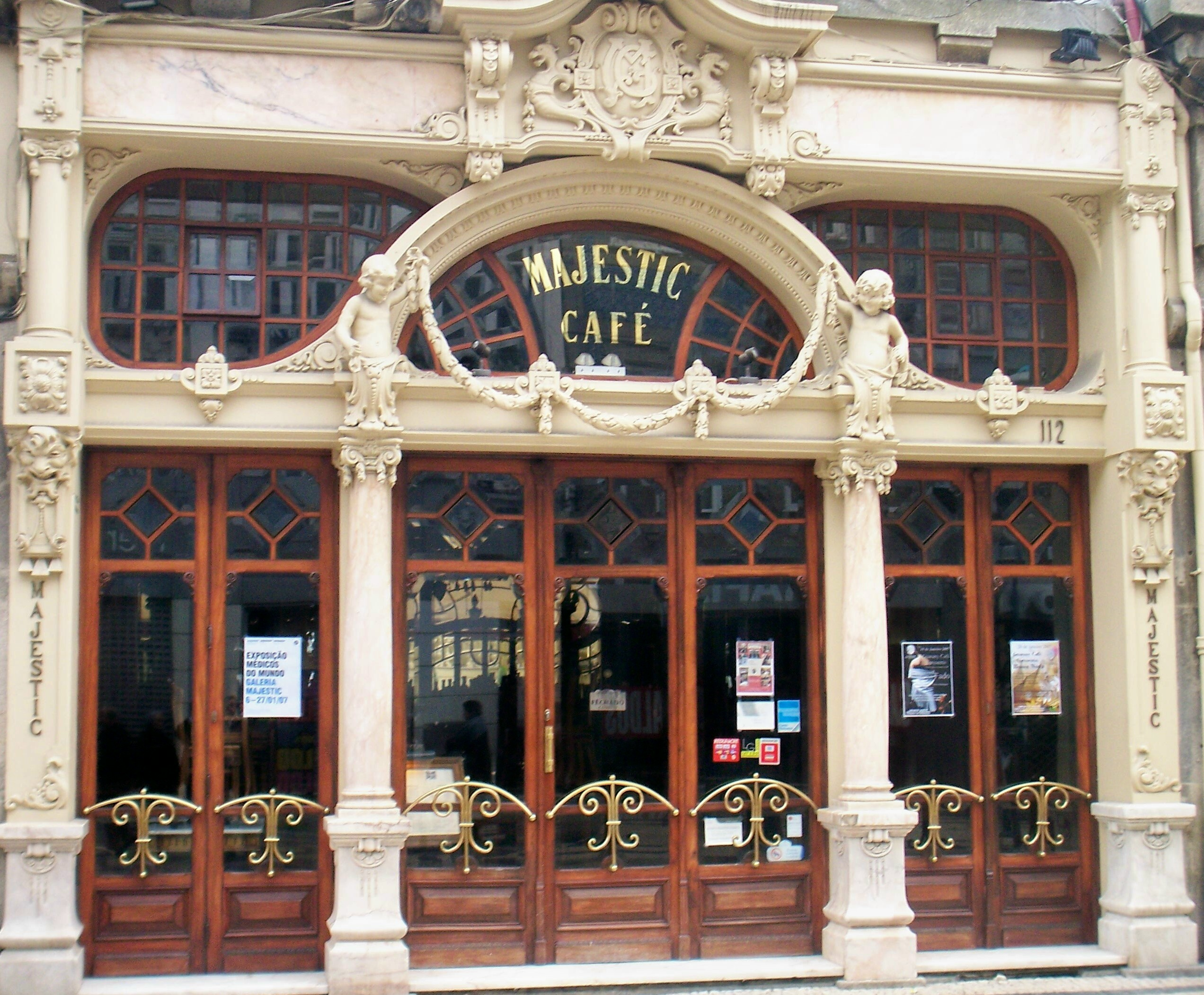
Café Majestic từ Porto (Bồ Đào Nha)
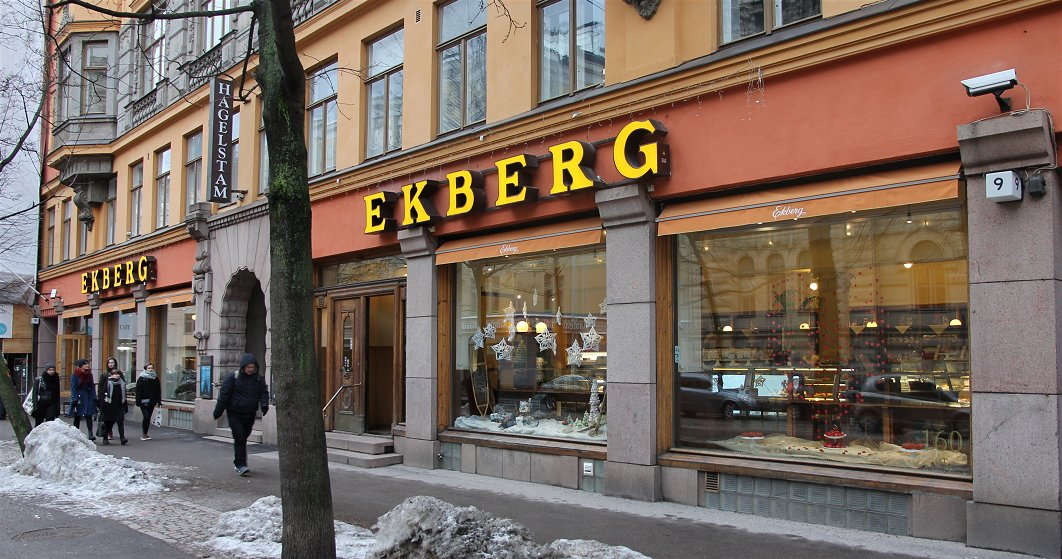
Café Ekberg, một trong những quán cà phê lâu đời nhất ở Helsinki, được thành lập vào năm 1852 bởi đầu bếp bánh ngọt Fredrik Ekberg

## Tên gọi

Từ nguyên trong các ngôn ngữ châu Âu.

Trong tiếng Việt thì quán cà phê hay tiệm cà phê đơn giản chỉ về cơ sở kinh doanh (quán, tiệm, hiệu, cửa hàng) buôn bán món thức uống cà phê. Trong tiếng Anh, cách đánh vần phổ biến nhất trong tiếng Anh cho từ café, là cách đánh vần tiếng Pháp, tiếng Bồ Đào Nha và tiếng Tây Ban Nha, và được các nước nói tiếng Anh tiếp nhận vào cuối thế kỷ 19. Cách đánh vần tiếng Ý, là caffè đôi khi cũng được sử dụng trong tiếng Anh. Ở miền Nam nước Anh, đặc biệt là xung quanh Luân Đôn vào những năm 1950, cách phát âm tiếng Pháp thường được thay đổi thành /kæf/ và được đánh vần thành caff.
Các từ tiếng Anh  như coffee và café bắt nguồn từ tiếng Ý có nghĩa là cà phê caffè—chứng thực đầu tiên ở Venice là caveé năm 1570—và lần lượt bắt nguồn từ tiếng Ả Rập qahwa (قهوة). Thuật ngữ tiếng Ả Rập  qahwa  ban đầu được gọi là một loại rượu vang, nhưng sau lệnh cấm rượu của đạo Hồi nên tên này đã được chuyển sang cà phê vì hiệu ứng tương tự mà nó tạo ra. Kiến thức về cà phê của người châu Âu (thực vật, hạt của nó và thức uống làm từ hạt) đã kết nối đến châu Âu qua Thổ Nhĩ Kỳ, có khả năng thông qua quan hệ giao thương giữa Venice-Ottoman. Từ tiếng Anh  café  để mô tả một nhà hàng thường phục vụ cà phê và đồ ăn nhẹ hơn là từ cà phê mô tả đồ uống, có nguồn gốc từ tiếng Pháp  café. Quán cà phê đầu tiên được cho là đã mở tại Pháp vào năm 1660. Gốc xuyên ngữ của từ /kafe/ xuất hiện trong nhiều ngôn ngữ châu Âu với các cách đánh vần nhập tịch khác nhau, bao gồm cả tiếng Bồ Đào Nha, Tây Ban Nha và Pháp (café); German (Kaffee); tiếng Ba Lan (kawa); tiếng Ukraina (кава, 'kava'); và nhiều ngôn ngữ khác.

## Lịch sử

### Thế giớiHồi giáo

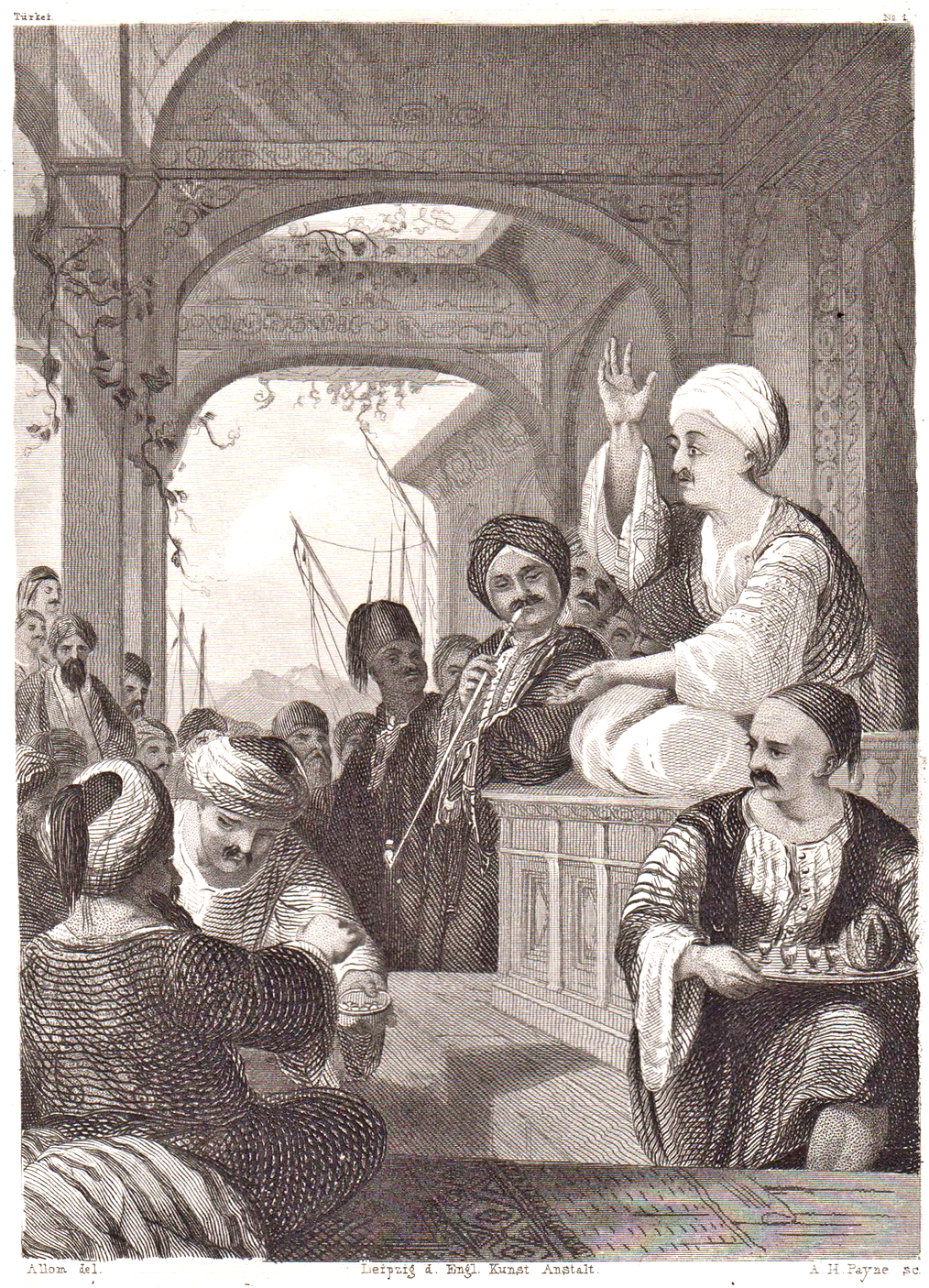
Người kể chuyện (meddah) tại một quán cà phê ở Đế chế Ottoman. Những quán cà phê đầu tiên xuất hiện trong thế giới Hồi giáo vào thế kỷ 15.
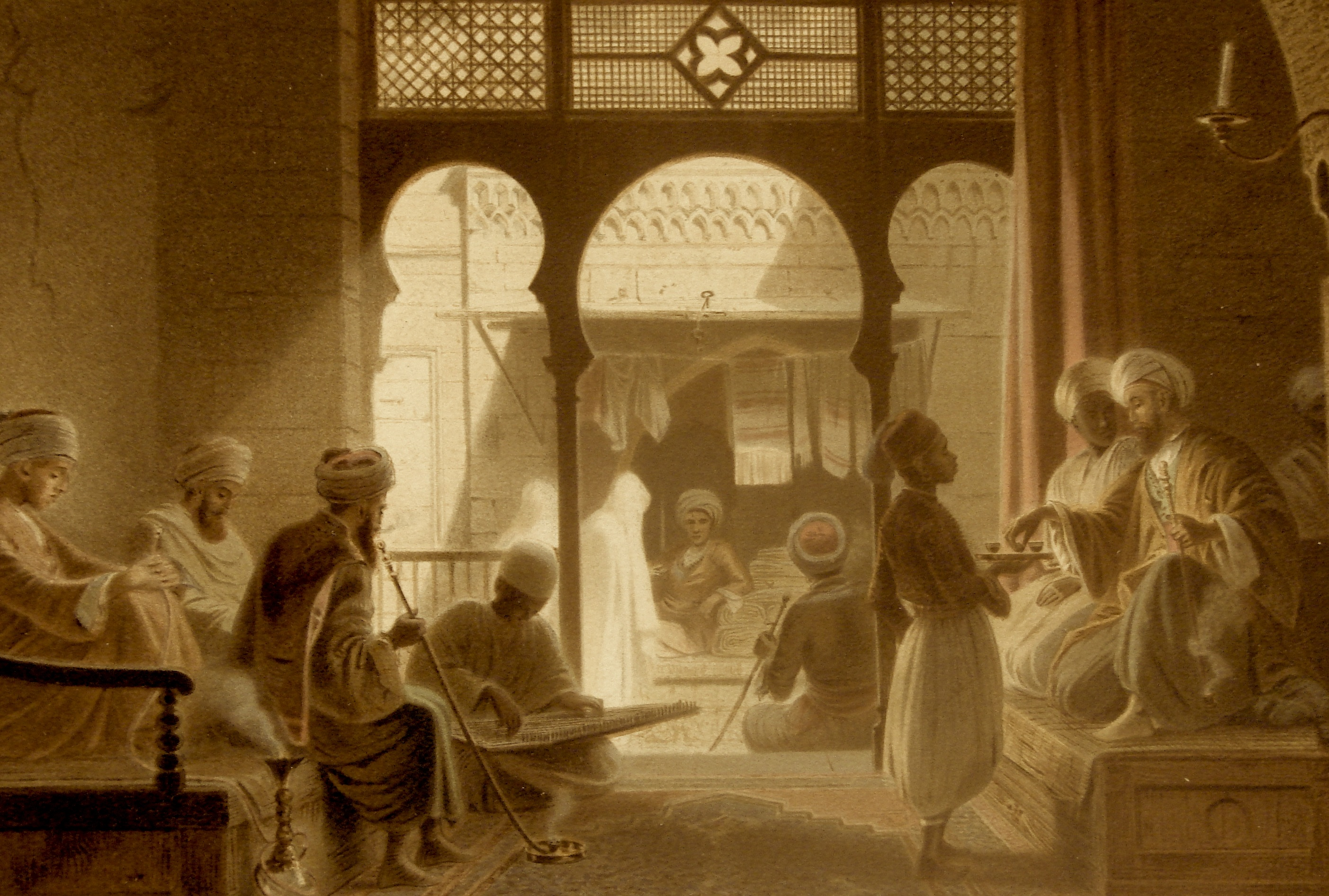
Một quán cà phê ở Cairo, thế kỷ 18

Các quán cà phê đầu tiên, ban đầu được gọi là  qahveh khaneh  ở Farsi, đã xuất hiện ở thế giới Hồi giáo. Chúng xuất hiện ở Mecca, ở Bán đảo Ả Rập, vào thế kỷ 15, sau đó lan đến thủ đô Istanbul của Đế chế Ottoman vào thế kỷ 16. Các quán cà phê trở thành nơi gặp gỡ phổ biến, nơi mọi người tụ tập uống cà phê, trò chuyện, chơi các trò chơi trên bàn cờ như cờ vua và cờ hậu, nghe truyện và âm nhạc cũng như thảo luận về tin tức và chính trị. Họ được gọi là "trường học của sự khôn ngoan" cho loại khách hàng mà nơi này thu hút, và các buổi diễn thuyết tự do và thẳng thắn của họ.
Các quán cà phê ở Mecca trở thành mối quan tâm của các ông hoàng, những người coi chúng là nơi tụ tập và uống rượu chính trị, dẫn đến lệnh cấm từ năm 1512 đến năm 1524. Tuy nhiên, những lệnh cấm này không thể được duy trì, do cà phê đã trở nên ăn sâu vào nghi lễ và văn hóa hàng ngày trên khắp thế giới Hồi giáo. Biên niên sử Ottoman İbrahim Peçevi tường thuật trong các tác phẩm của ông (1642–49) về việc mở quán cà phê đầu tiên ở Istanbul:
Cho đến năm 962 [1555], tại Constantinople, được mệnh danh là thành phố được Đấng Tối cao bảo vệ, cũng như ở các vùng đất Ottoman nói chung, cà phê và quán cà phê không tồn tại. Khoảng năm đó, một người bạn tên là Hakam từ Aleppo và một chiếc xe ngựa tên là Shams từ Damascus đến thành phố; Họ từng mở một cửa hàng lớn trong quận tên là Tahtakale, và bắt đầu bán cà phê..

Nhiều truyền thuyết liên quan đến việc giới thiệu cà phê đến Istanbul tại một "Kiva Han" vào cuối thế kỷ 15 lưu truyền trong truyền thống ẩm thực, nhưng không có tài liệu nào. Nhà du hành và nhà văn người Pháp vào thế kỷ 17 Jean Chardin đã mô tả sinh động về khung cảnh quán cà phê ở Ba Tư:
Mọi người tham gia vào cuộc trò chuyện, vì ở đó tin tức được truyền đạt và nơi những người quan tâm đến chính trị chỉ trích chính phủ một cách tự do và không sợ hãi, vì chính phủ không để ý đến những gì người dân nói. Các trò chơi ngây thơ... tương tự như cờ caro, nhảy lò cò và cờ vua, được diễn ra. Ngoài ra, gái điếm và các  giáo sĩ Hồi giáo, nhà thơ thay phiên nhau kể những câu chuyện bằng thơ hoặc bằng văn xuôi. Những lời tường thuật của hai loại người này là những bài học đạo đức, giống như những bài giảng của chúng ta, nhưng nếu không chú ý đến chúng thì không bị coi là tai tiếng.Không ai bị buộc phải từ bỏ trò chơi hoặc cuộc trò chuyện của mình vì nó. Một gái điếm sẽ đứng lên ở giữa hoặc ở cuối của quán cà phê (qahveh-khaneh), và bắt đầu rao giảng bằng một giọng lớn, hoặc một giáo sĩ đột nhiên tiến vào, và trừng phạt những người được tập hợp trên sự hư vô của thế giới và của cải vật chất của nó. Thường xảy ra trường hợp hai hoặc ba người nói chuyện cùng một lúc, một bên là bên này, bên kia đối diện, và đôi khi một người sẽ là nhà thuyết giáo và người kia là người kể chuyện.

### Châu Âu
Vào thế kỷ 17, cà phê xuất hiện lần đầu tiên ở châu Âu bên ngoài Đế chế Ottoman, và các quán cà phê được thành lập, nhanh chóng ngày càng trở nên phổ biến. Các quán cà phê đầu tiên xuất hiện ở Venice từ năm 1629  đến năm 1645 do giao thông giữa Cộng hòa Venice và Ottoman. Vào thế kỷ 19 và 20 ở châu Âu, các quán cà phê thường là điểm hẹn của các nhà văn và nghệ sĩ.

Quán cà phê ở London, thế kỷ 17
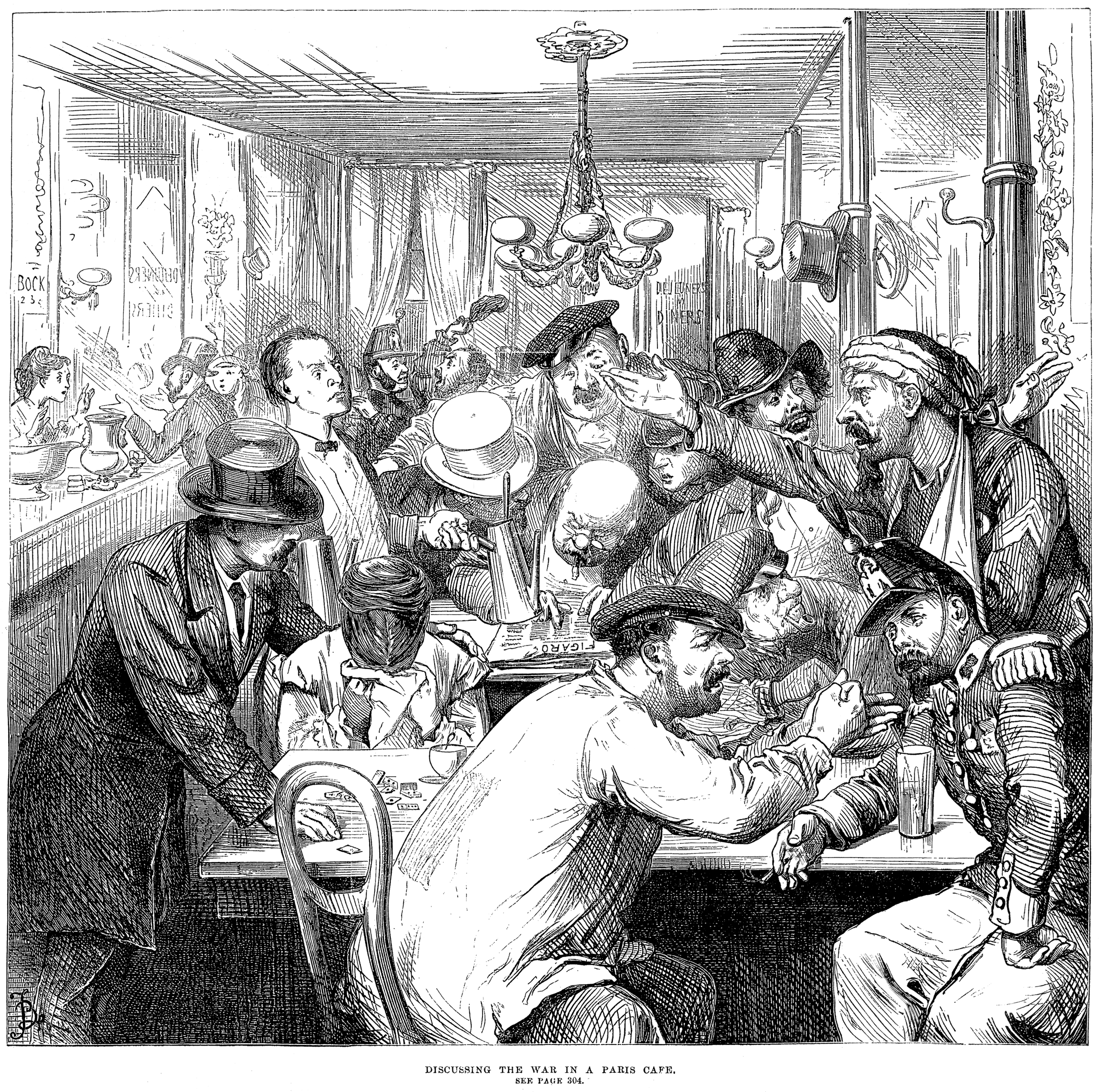
"Thảo luận về Chiến tranh tại một quán cà phê ở Paris", The Illustrated London News, ngày 17 tháng 9 năm 1870